# Бад-Херсфельд
Бад-Херсфельд (нем. Bad Hersfeld) — город в Германии, районный центр, расположен в земле Гессен. Подчинён административному округу Кассель. Входит в состав района Херсфельд-Ротенбург.  Население составляет 30 087 человек (на 31 декабря 2010 года). Занимает площадь 73,82 км². Официальный код — 06 6 32 002.

## Экономика, промышленность и инфраструктура
В Бад-Херсфельде расположены производственные площади компании AG Kühnle, Kopp & Kausch, Amazon.de.

## Достопримечательности
- Ратуша[нем.] начала XVII века в стиле везерского ренессанса
- Аббатство Херсфельд с развалинами романской церкви и колокольней со старейшим в стране литым колоколом, датируемым 1038 годом
- Старый город с фахверковыми домами, старейший из них – дом пономаря – был построен рядом с церковью в 1452 году (Kirchplatz)
- Замок Эйххоф[нем.] – готический замок XIV века, частично перестроенный в XVI веке в ренессансном стиле

## Города-побратимы
- Бад-Зальцунген
- Л’Э-ле-Роз
- Шумперк

## Фотографии

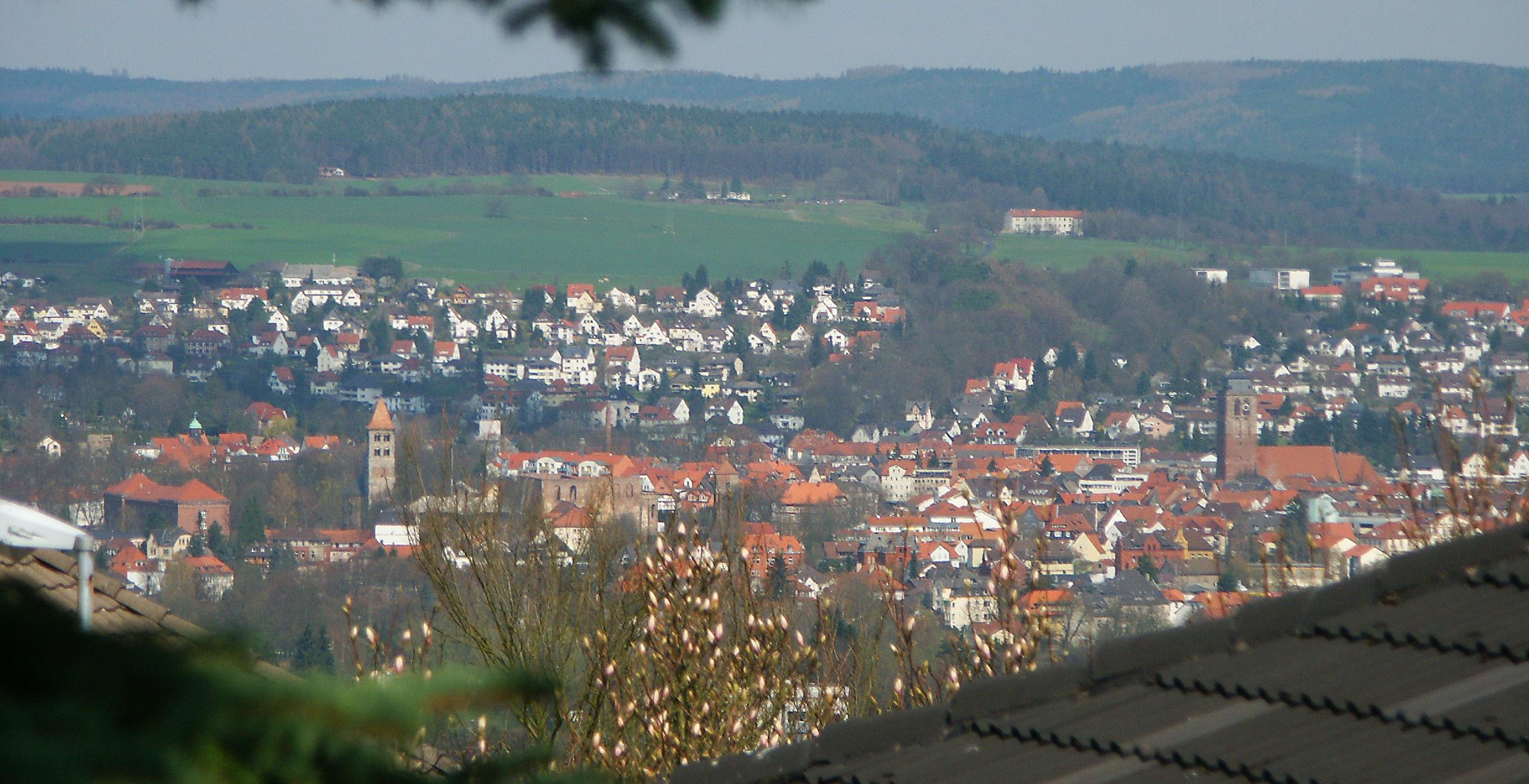
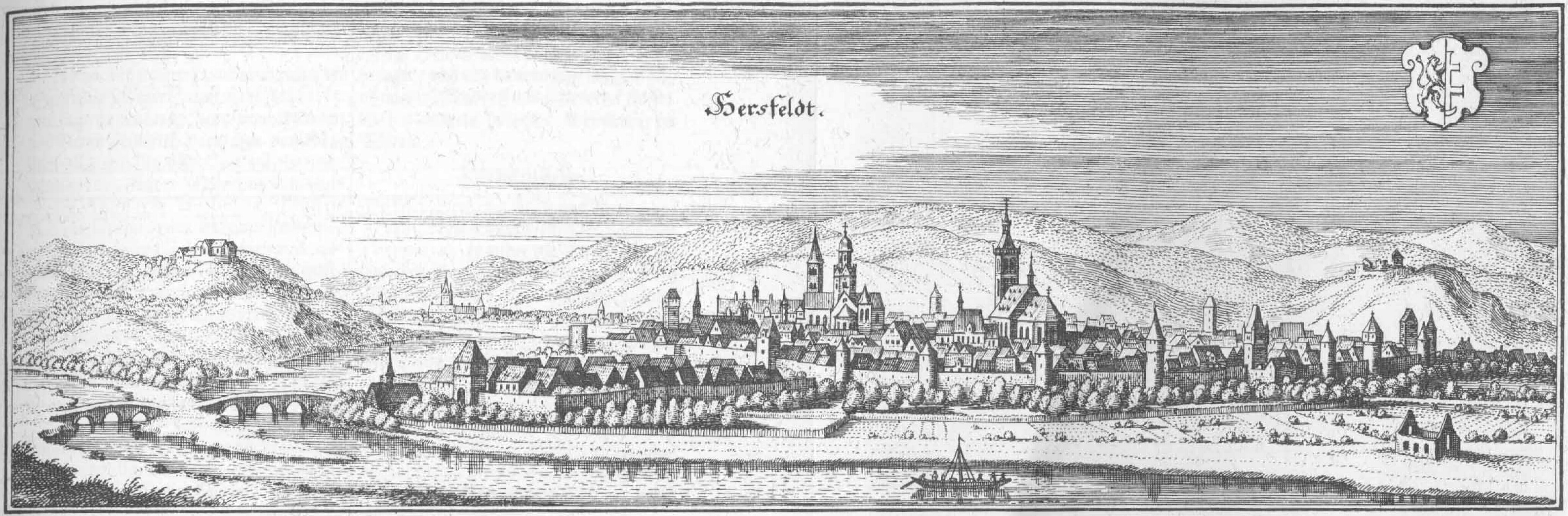
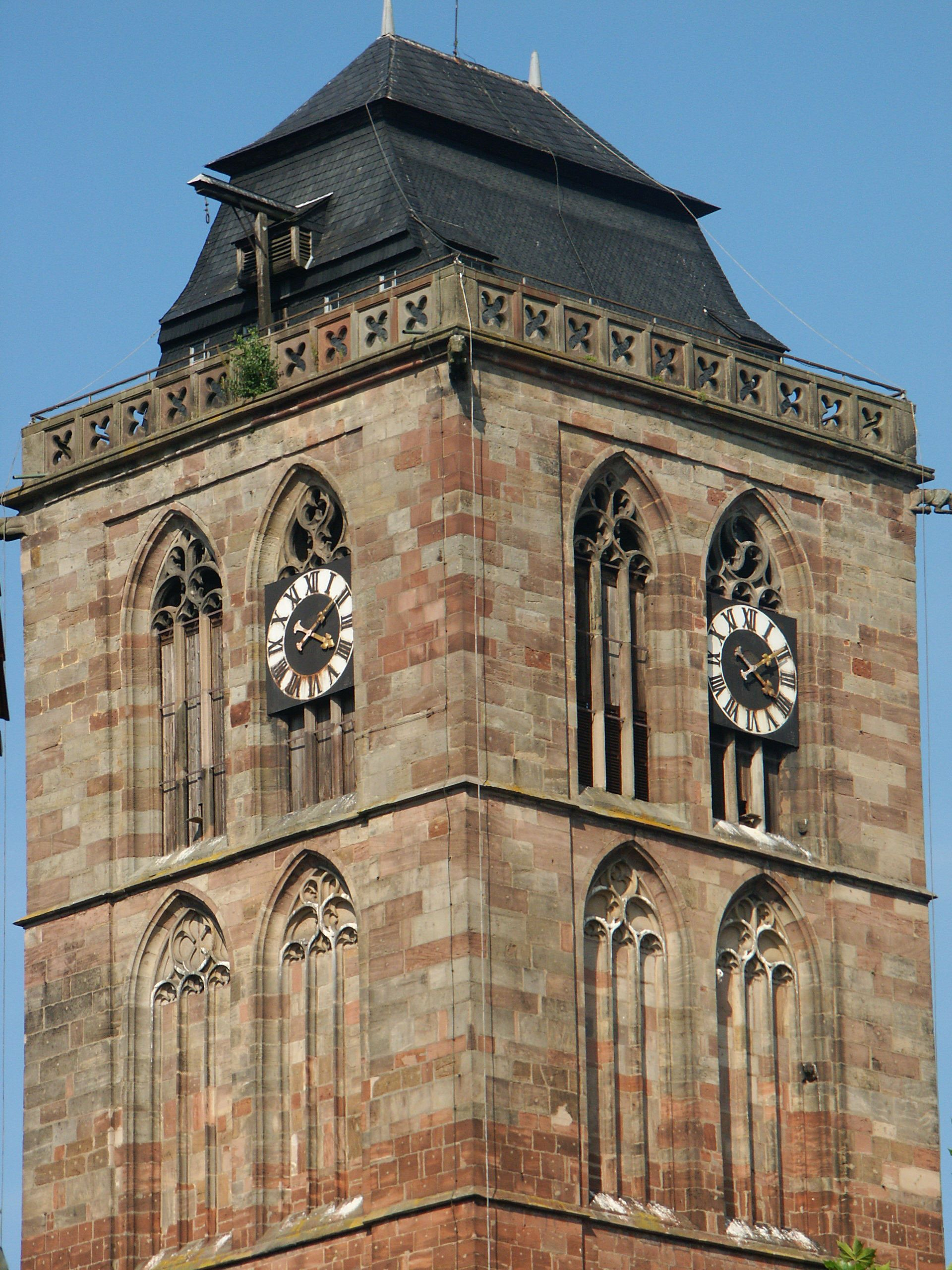
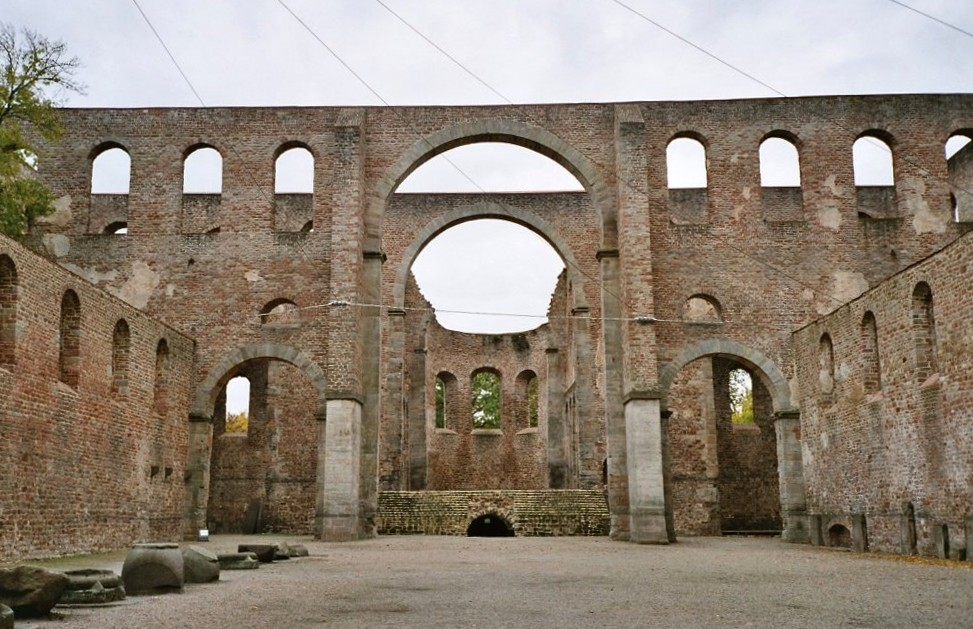
Руины романской церкви в аббатстве
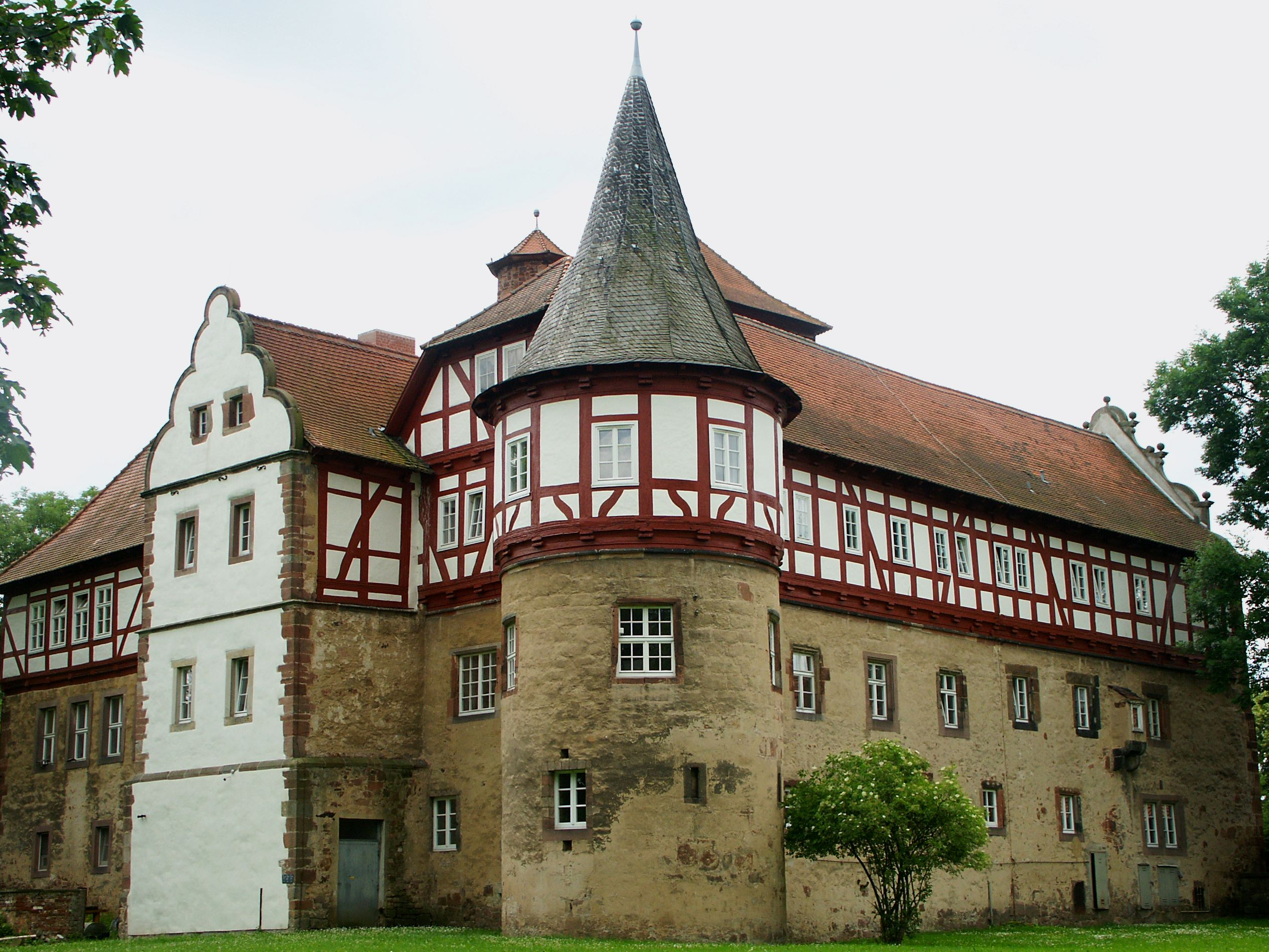
Замок Эйххоф
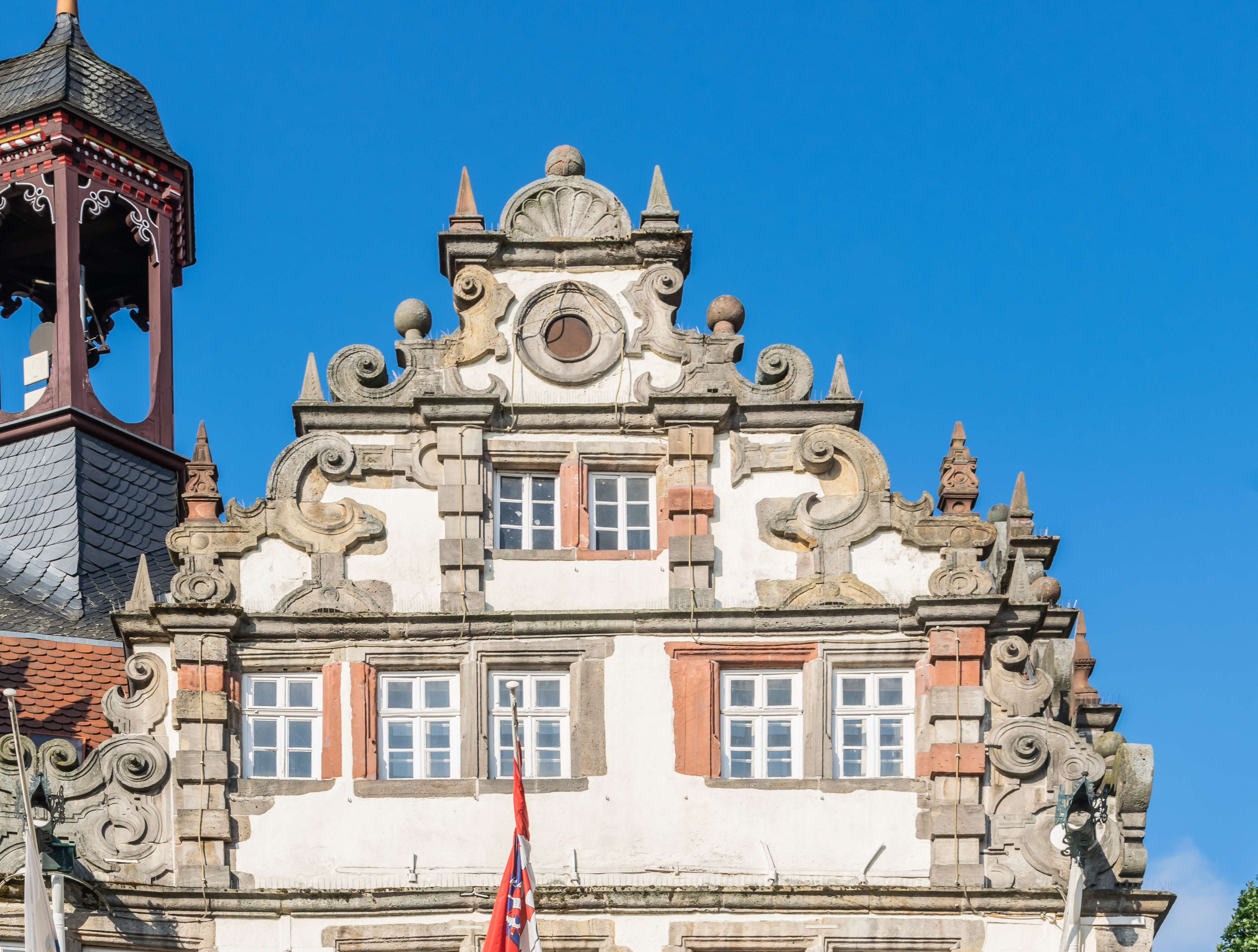
Фрагмент фасада ратуши